# Langkahan (plaats)
Langkahan is een bestuurslaag in het regentschap Aceh Utara van de provincie Atjeh, Indonesië. Langkahan telt 724 inwoners (volkstelling 2010).